# Callochromis
Callochromis (von griechisch kallos „schön“, und Chromis, eine Riffbarschgattung in die vom 18. bis ins 20. Jahrhundert auch Buntbarsche eingeordnet wurden) ist eine schwarmbildende Buntbarschgattung, die im ostafrikanischen Tanganjikasee endemisch vorkommt.

## Merkmale
Callochromis-Arten werden 10 bis 15 cm lang und haben einen seitlich stark abgeflachten, für Tanganjikasee-Buntbarsche recht hochrückigen Körper. Die höchste Stelle liegt unmittelbar vor dem Beginn der Rückenflosse. Die Augen sind sehr groß. Das Maul sitzt tief am Kopf und ist protraktil (vorstülpbar). Es ist mit kleinen, konischen Zähnen besetzt, die in drei bis fünf Reihen stehen. Dabei sind die Zähne auf den äußeren Reihen größer als die auf den inneren. Die Pharyngealzähne sind breit und molariform. Die Rückenflosse besitzt 12 bis 17 Hartstrahlen, die Afterflosse drei, wie bei den meisten Buntbarschen. Die kräftige Schwanzflosse ist gegabelt.
- Schuppenformel: mLR 32–37, SL 1 22–34, SL 2 8–25.
- Kiemenrechen 10–12.

Callochromis-Arten sind pastellfarben, hellblau, hellgrün, kupferfarben, olivgrün oder schwärzlich, Weibchen aber meist weniger farbig als die Männchen.

## Lebensweise
Die bodengebundenen Fische leben in kleinen Schulen aber auch in Schwärmen, die mehrere hundert Tiere umfassen können, und kommen über Sandböden zwischen dem Ufer und einer Tiefe von 60 Metern vor. Sie ernähren sich, indem sie Mikroorganismen und kleine wirbellose Tiere aus dem Sand heraussieben. Sie sind Maulbrüter, bei denen die Weibchen die Brutpflege in der Mutterfamilie übernehmen. Ein Gelege besteht aus etwa 50 rosafarbenen, birnenförmigen Eiern, die einen Durchmesser von 2 mm haben. Abgelaicht wird in einem vom Männchen gegrabenen Sandkrater.

## Arten
Es gibt drei Arten dieser Buntbarschgattung:
- Callochromis macrops (Boulenger, 1898), im gesamten See mit Ausnahme des äußersten Nordens
- Callochromis melanostigma (Boulenger, 1906), an den nördlichen Küsten des Tanganjikasees
- Callochromis pleurospilus (Boulenger, 1906), im gesamten See mit Ausnahme des äußersten Südens